# Кисоричі

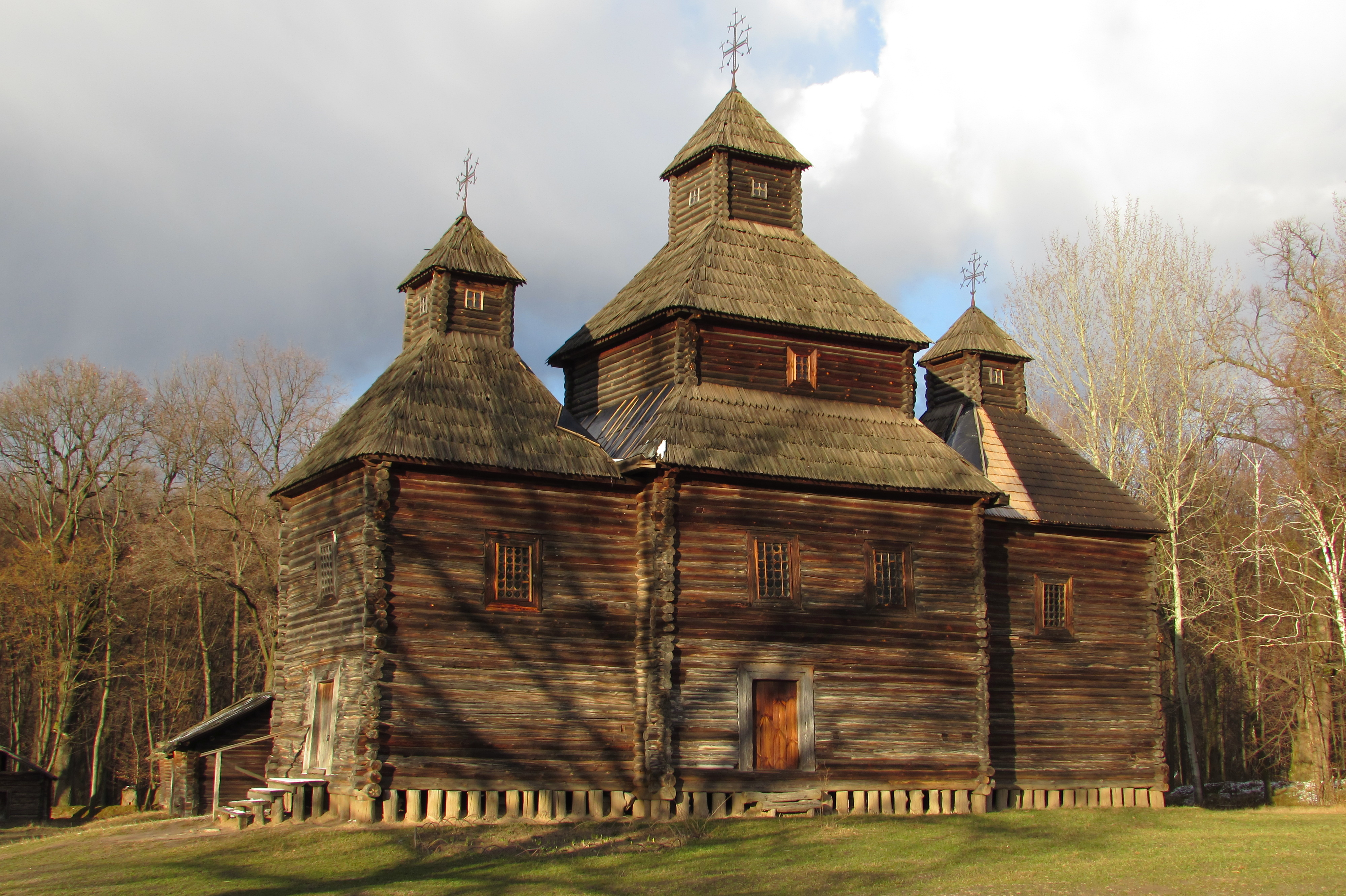
Церква з села Кисоричі, зараз знаходиться у Музеї в Пирогові

Кисо́ричі — село в Україні,  у Рокитнівській селищній громаді Сарненського району Рівненської області. Населення становить 1390 осіб.

## Географія
На східній стороні від села бере початок річка Масевичі і тече через нього.

## Символіка
Затверджена 29 жовтня 2004р. рiшенням №52 сесії сільської ради.

### Герб
У золотому щиті з вузькою чорною базою, зеленим правим і червоним лівим бічниками Діва Марія із золотим німбом, у лазуровому одязі та червоній накидці, що тримає на руках срібний покрив.

### Прапор
Квадратне полотнище складається з трьох горизонтальних смуг - зеленої, жовтої і червоної - у співвідношенні 1:2:1. У центрі жовтої смуги червоний розширений хрест.

## Історія
Кисоричі — село, до 2020 адміністративний  центр Кисорицької сільської ради. Розташоване за 10 км від центру громади і залізничної станції Рокитне — Волинське, з яким з'єднано автошляхом. Перша письмова згадка про село Кисоричі зареєстрована в актовій книзі Житомирського міського уряду кінця 16 століття (1582—1588 рр.). Зважаючи на першу документовану форму назви (кисоріч) можна допускати, що назва села пішла від польського слова коsоr, яке означає «ручка серпа», «кочерга».
Перші жителі села заселяли територію, яка в давнину називалася Староселище, у якому нараховувалось 57 будинків. В період феодальної роздробленості Київської Русі (12-13 ст.) територія села відносилась до Турово-Пінського князівства. Наприкінці 13 ст. на початку 14 ст. скориставшись ослабленням Русі, литовські і польські феодали захопили західні землі колишньої Київської держави, у тому числі і землі села. Жителі с. Кисоричі з 1875 року перейшли на викуп землі, що була в їх користуванні.
З 1876 до 1889 рік в селі була школа грамоти. З середини 19 століття село Кисоричі було волосним центром однойменної волості Овруцького повіту Волинської губернії, віддалене від губернського центру Житомира на 200 верств, від повітового центру і пошти на 130 верств, найближча залізнична станція Сарни була за 50 верств. У селі було волосне правління і народне училище. Волость об'єднувала 7 сільських общин, у які входило 32 населених пункти. Дворів у селі було 49, жителів 380 чоловік. Дворів у Кисорицькій волості — 1167, населення — 7213 чоловік.
Вже в 1905 році в селі відкривається однокласне сільське училище. На початок 1906 року село Кисоричі налічувало 97 дворів і проживало тут 695 жителів. У 1908—1912 роках жителі села в результаті Столипінської аграрної реформи були переселені на хутори. У селі лишилося лише п'ять будинків.
У цей час виникло багато хуторів: Боровина, Велика нива, Навугол, Заміст, Ріпка, Шубча, Рогов, Гряда, Довгань, Діброва, Млинок, Олександрівка, Коромисло, Бозок та інші. На хуторах Діброва, Олександрівка, Довгань, Боровина жили польські поселенці. В цей період відкрилась в селі школа, де навчались хлопчики, початкові відомості грамоти давав один учитель.
У січні 1918 року розпочався період першої радянської окупації, незабаром село звільнили австро-німецькі війська. Після цього контроль над селом отримали війська армії УНР. Але восени 1920 року Польща знову окупувала Західну Україну.
21 березня 1920 року був створений Сарненський повіт, куди увійшла Кисорицька гміна. З 1920 року тут господарювали польські магнати. Великі земельні угіддя належали графу Прушинському.4 лютого 1921 року Рівненщину поділили та включили до складу новоутворених Волинського та Поліського воєводств. Сарненський повіт, до якого входила Кисорицька гміна, увійшов до Поліського воєводства.
Кисорчани одні із перших зустріли Червону Армію 17 вересня 1939 року, адже через окраїну села проходив радянсько-польський кордон. В перші дні у селі було створено селянський комітет — орган радянської влади. В 1939 році в селі відкривається Кисорицька семирічна школа — прогресивка.
15 липня 1941 року Кисоричі зайняли німецькі війська. Під натиском і ударами Червоної Армії з 4 по 6 січня 1944 року селище Рокитне, у тому числі і Кисоричі були визволені.
На фронтах німецько-радянської війни воювало 79 односельців, за бойові заслуги 29 з них нагороджено орденами й медалями, 50 мешканців загинули.
1944 рік — відновлено навчання в школі під керівництвом Г. І. Подольського. Організовано відкриття шкіл всеобучу на хуторах Діброва, Піддерть, Заміст, Млинок.
18 вересня 1948 року відновлено колгосп. Головою правління колгоспу обрано Павла Лук'яновича Більця. Пізніше колгосп було перейменовано в колгосп ім. Маленкова. В другій половині 50-х років — на «40 років Жовтня». В 1992 році перейменовано в АТ «Нива». У 1999—2000 роках створено сільськогосподарське приватне підприємство «Відродження».

## Населення
За переписом населення 2001 року в селі мешкали 1 392 особи.

### Мова
Розподіл населення за рідною мовою за даними перепису 2001 року:
| Мова       | Кількість | Відсоток |
| ---------- | --------- | -------- |
| українська | 1387      | 99.78%   |
| російська  | 3         | 0.22%    |
| Усього     | 1390      | 100%     |

## Освіта та культура
Історія Кисорицької ЗОШ І-ІІІ ст. починається з 1876 року, коли в с. Кисоричі була заснована школа грамоти, у якій навчали писати і читати 20 хлопчиків. Початкові відомості грамоти давав один вчитель. Школа грамоти діяла до 1889 р. З 1889 р. за клопотанням волосного писаря Івана Людвиковича Подольського школа грамоти була реорганізована в народне училище. Відтоді в Кисорицькому народному училищі навчалися діти з навколишніх сіл. В 1908—1912 роках жителі села в результаті Столипінської аграрної реформи були переселені на хутори. В селі лишилося лише п'ять будинків. В цей час виникло багато хуторів: Боровина, Велика нива, Навугол, Заміст, Ріпка. Шубча, Рогов, Гряда, Довгань, Діброва, Млинок, Олександрівка, Коромисло, Бозок та інші. На хуторах Діброва, Олександрівна, Довгань, Боровина жили польські поселенці. В цей період відкрилась в селі школа, де навчались хлопчики, початкові відомості грамоти давав один учитель. Близько 1917 р. в с. Кисоричі школа стає земською. Першим вчителем був Дунаєвський Порфирій. З 1918 року в школі працює вчитель Подольський Григорій Іванович. За переписом 1921 року в селі нараховувалось 182 двори, 1174 чоловік населення. Через злидні половина дітей не відвідували школу. В селі існувала початкова школа, у якій працювали вчителі Леонід Мартинчук, Надія Мартинчук та Марія Глозовська. Навчання велося на польській мові, вивчалася польська історія. В 1939 році в селі відкривається Кисорицька семирічна школа — прогресивка, де діти навчались рідною мовою. Велася велика робота по виконанню всеобучу, відкрилася вечірня школа для дорослих, створилися гуртки по ліквідації неписемності. 15 липня 1941 року село Кисоричі окупували німецько-фашистські загарбники, які пограбували сільськогосподарську артіль, спалили школу в Кисоричах, на хуторі Олександрівка та інші громадські приміщення. У березні 1944 року в селі Кисоричі була відкрита школа, завідував Георгій Іванович Подольський. Для виконання всеобучу школи повідкривали на хуторах Діброва, Піддерть. В 1945—1946 навчальному році створюється піонерська організація, яка нараховувала 27 піонерів. В 1948—1949 навчальному році школа реорганізована в семирічну школу. Перший випуск 7-го класу відбувся в 1951 році. В 1950—1951 навчальному році була створена комсомольська організація. В 1958 році в с. Кисоричі закінчилось будівництво типової семирічної школи під керівництвом директора школи Климчука Василя Матвійовича. При школі був закладений фруктовий сад на площі 0,5 га. Через 2 роки розпочато будівництво майстерні, яку закінчено в 1963 році. В 1972—1973 роках школа реорганізована в середню. При школі є їдальня, невеличкий спортивний зал. В 1988 році побудований стадіон. В 2007 році розпочато добудову приміщення школи на 6 класних кімнат з сучасним спортивним залом. В селі діє дошкільний навчальний заклад «Дзвіночок», побудований в 1984 році. В закладі «Дзвіночок» функціонують: кабінет психолога; музичний зал; фізкультурний зал; групові кімнати (старша — 22 дітей, середня — 25 дітей, молодша — 20 дітей).
Розвитком культури в селі займається будинок культури та публічно — шкільна бібліотека. В центрі села Кисоричі розміщена сільська бібліотека, яка була відкрита в 1949 році. Першим бібліотекарем був Денисенко Олексій Михайлович. При відкритті бібліотеки нараховувалось 350 книг. Держава з кожним роком збільшувала кошти на придбання книг. Звання «Бібліотека відмінної роботи» було присвоєно в 1967 році. Тоді завідувачкою працювала Надія Адамівна Остапович. А в 1978 році була прийнята на посаду завідувачки філіалу централізованої бібліотеки с. Кисоричі Рацкевич Катерина Степанівна. Відкриття нового Будинку культури відбулося 15 січня 1988 року. Бібліотека розмістилася на другому поверсі, яка займає дві кімнати — читальний зал, абонемент загальною площею 100 кв.м.
Провідне місце в роботі бібліотеки належить пропаганді літератури з національного та духовного відродження України, етичного та морально — правового виховання молоді, інформаційне обслуговування вчителів, учнів, батьків. Справжньою окрасою бібліотеки є куточок народознавства «Краю мій, гордість моя», який знайомить читачів із минулим життям та побутом односельців. Тут представлені на огляд одяг української жінки, предмети побуту, знаряддя праці. На початку 90-х в новозбудований Будинок культури була перенесена і шкільна бібліотека, яка до цього часу знаходилась в школі і була заснована в 1947 році. Бібліотека займала одну кімнату загальною площею 50 кв. м. Тепер вона стала «сусідкою» сільської бібліотеки. І завирувало культурно — освітнє життя двох бібліотек. А з 2002 року відбулося об'єднання двох бібліотек в одну — публічно — шкільну бібліотеку. Бібліотекар пропагує літературу шляхом оформлення тематичних та книжкових виставок, індивідуальних бесід з учнями, бібліотечних уроків, проведенням масових заходів. 9 листопада 2012 року відбулась значна подія для громади села Кисоричі, у публічно-шкільній бібліотеці відбулось офіційне відкриття музейної експозиції «Минулими і сучасними стежками рідного краю» [Архівовано 31 Травня 2017 у Wayback Machine.].
В селі Кисоричі клуб був побудований в 1948 році. Першим завклубом був Трохимчук Петро Ілліч. Відкриття нового Будинку культури відбулося напередодні нового 1988 року. Це типове двоповерхове приміщення на чотириста глядацьких місць. Діють гуртки художньої самодіяльності: вокальний ансамбль; драматичний; дитячий драматичний; художнього читання «Первоцвіт»; любительське об'єднання «Витоки»; фольклорний «Вербиченька».

## Охорона здоров'я
В селі діє ФАП, який розташований на відстані 9 км від центральної районної лікарні. ФАП обслуговує 1 населений пункт. Історія заснування починається з 1968 року. Першою медичною медсестрою була Волошин Ганна Василівна, яка працювала до 1971 року. А в 1971 році булла прийнята на посаду завідувачки ФАПу- Козаченко Антоніна Іванівна.
ФАПом надається медична допомога в організованих колективах: дитячий садок, школа, людям літнього віку. Матеріально-технічна база ФАПу задовільна. Будівля медпункту типова. На ФАПі є: кімната амбулаторного прийому хворих; маніпуляційна; кабінет профщеплень; кімната акушерки; кімната здорової дитини; фіз.процедурний кабінет; аптечний пункт.

## Сільське господарство
В 1939 році була організована сільськогосподарська артіль, головою якої обрали Василя Зосимовича Крука. 18 вересня 1948 року — відновлення колгоспу. Першими вступили до колгоспу «30 років ВЛКСМ» жителі села А. І. Крупенко, І. О. Сич, І. М. Волошин та багато інших. Головою управління було обрано Павла Лукяновича Більця. Пізніше колгосп було перейменовано в колгосп ім. Маленкова. В другій половині 50 — х років колгосп названо «40 років Жовтня». В 1992 році колгосп перейменовано в АТ «Нива». Рішенням правління (протокол № 2 від 07.03.2000 р.) — перейменовано в СГПП «Відродження». Форма власності — приватна. Керівник СГПП «Відродження» Крупенко Петро Григорович. Підприємство складається з молочно — товарної ферми, машинно — тракторного парку, рільничої бригади, огородньої бригади. Підприємство надає додаткові послуги — цех по обробітку каменю (облицювальна плитка, надгробні пам'ятники), деревообробний цех (столярка), швейна майстерня. Підприємство підтримує партнерські зв'язки з Рокитнівським молокозаводом, «Райагросервісом», «Райагрохім», «Райагропостач», ВАТ «Рокитнівський скляний завод», СГПП «Нива» Олевського району Житомирської області.

## Промисловість
Кисорицьке лісництво створене в 1966 році внаслідок розділу Остківського лісництва. Контора лісництва розмістилася в пристосованому будинку. В 1968 році збудовано двоповерхову контору лісництва. В 1975 році збудовано цех переробки деревини. В лісництві в кварталі № 9 створено два ставки для розведення та вирощування товарної риби. Створено також господарство по вирощуванні малька риби. В кварталі № 5 на площі 5 га закладено плантацію клубніки, яка йшла на переробку в консервний цех лісгоспу. В 1973 році на березі ставка в кварталі № 9 збудовано будинок мисливця.

## Релігія
В селі діє Свято-Покровський храм Сарненської Єпархії Української Православної церкви Московського патріархату. На території села діяло три християнські храми. Є поширеною гіпотеза, що Свято-Воскресенська церква, яка побудована в селі без жодного цвяха, зараз знаходиться в місті Переяславі як історична пам'ятка, що була побудована наприкінці 16 — в першій половині 17 століть. Це підтверджується тим, що за народними переказами церкву відвідували загони українських козаків під проводом Богдана Хмельницького під час Визвольної війни українського народу проти польських феодалів (1648—1654 рр.).У своїй праці «Історико-статистичний опис церков та приходів Волинської єпархії» викладач Волинської духовної семінарії Н. І. Теодорович у 1888 році, описуючи село Кисоричі, вказує, що у 1784 році тут побудовано церкву, а в 1854 році в селі зведено дерев'яну дзвіницю. Проходив час і село змінювалось. Настав час будівництва нової церкви. У 1908 році за проектом немісцевого майстра збудовано красивий дерев'яний храм у візантійському стилі, будівництво якого тривало до 1910 року. Храм був освячений на честь Покрови Пресвятої Богородиці. Документи по церкві періоду 1912—1960 рр. були спаленими і про цей період мало що можна було сказати. Відомо, що до 1959 року в церкві проводив служіння священик Микола Стасюк. Адже він мав свій приход, а в Кисоричі приїжджав на служби. З 1965 по 1965 роки в церкві служив протоієрей Федір Пилипчук, протоіреєй Дмитро Пекарський, 1971 р. — священик Віталій Сисонкоп, 1972 р. — протоієрей Яків Костецький, 1975 р. — протоієрей Василь Петровський. У 1976 році настоятелем Свято — Покровської церкви було призначено Івана Йосиповича Котика. Під його керівництвом храм було реставровано: замінили покрівлю даху, виконали художні роботи, шляхом поновлення ікон в іконостасі та на стінах храму.
В селі є церква християн віри євангельської п'ятидесятників побудована в 2011 році. В роки радянської влади віруючі с. Кисоричі збиралися на зібрання таємно, по черзі в одній із домівок людей. Згодом за кошти громади та пожертв вони купили старий будинок, відремонтували. Відкриття молитовного дому відбулося 4 вересня 2011 року. Керуючим молитовним домом став Ничипорчук Юрій Іванович.

## Сфера послуг
На території села діє 13 торговельних точок.

## Пам'ятники
На території села встановлено пам'ятник воїнам-односельчанам і жертвам УБН під час німецько-радянської війни 1941—1945 рр.

## Фото

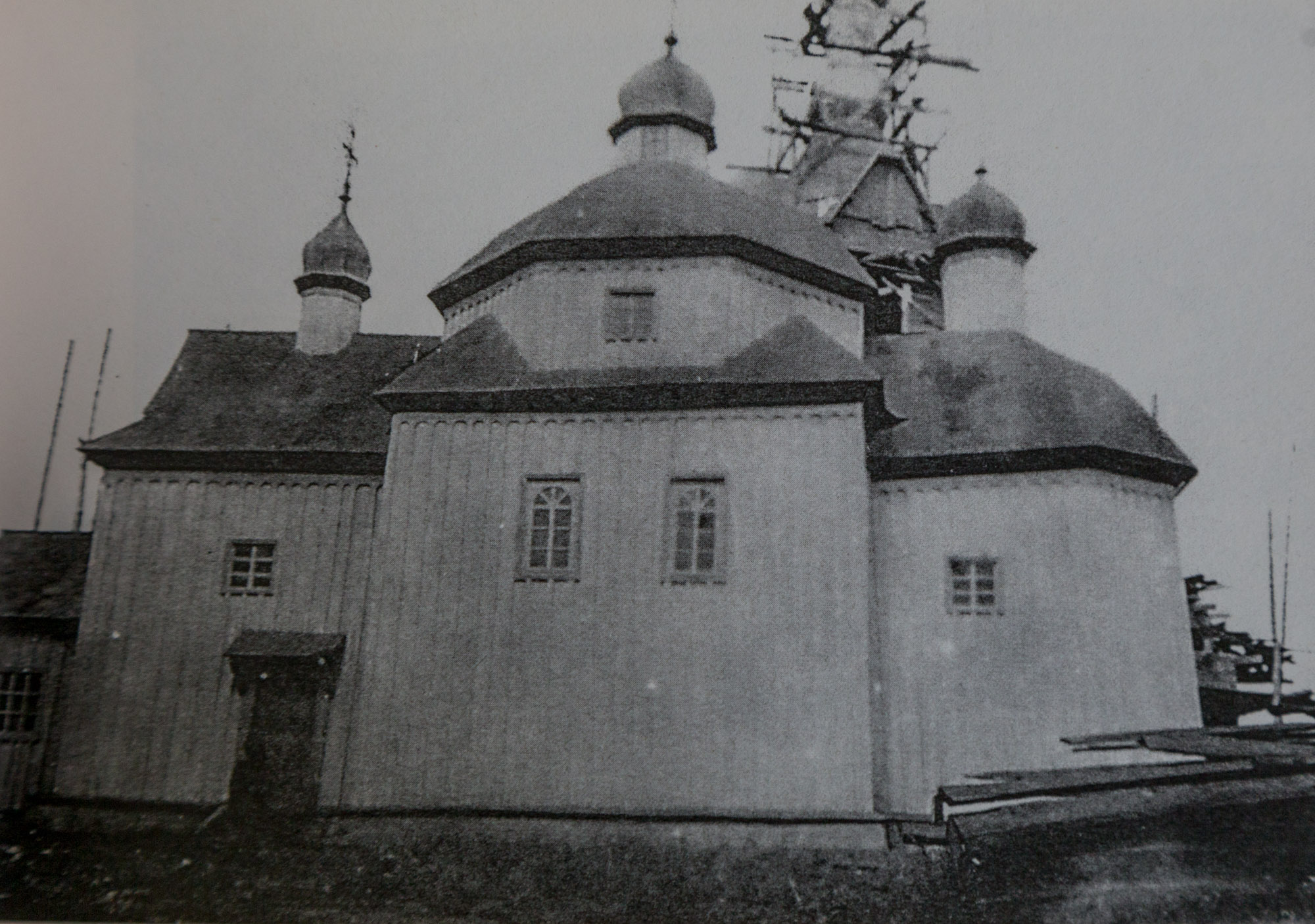
Церква Воскресіння (1784 р.) фото С. Таранушенка, 1930 р.
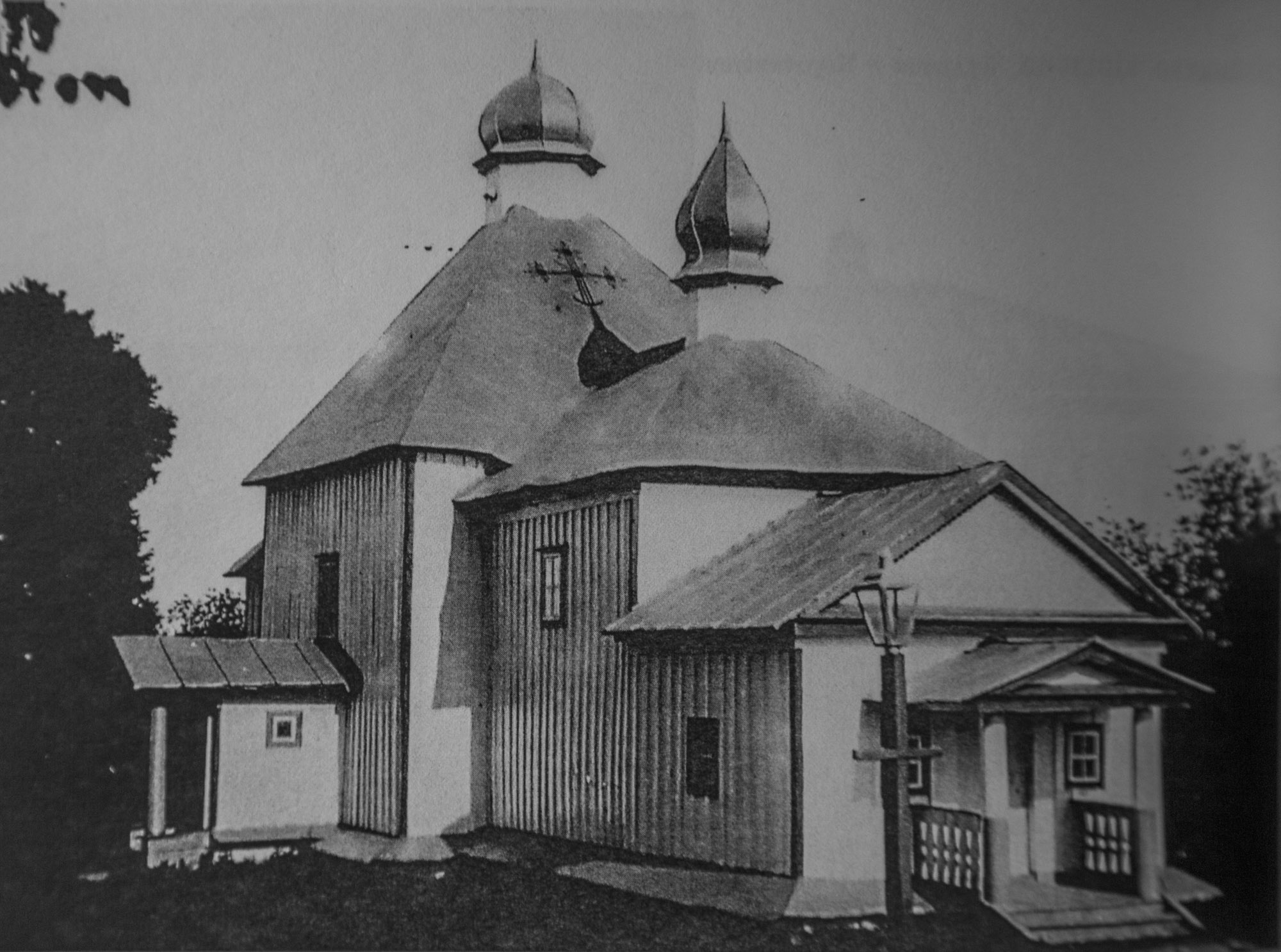
Церква Воскресіння (1784 р.) Центральний вхід, фото С. Таранушенка, 1930 р.
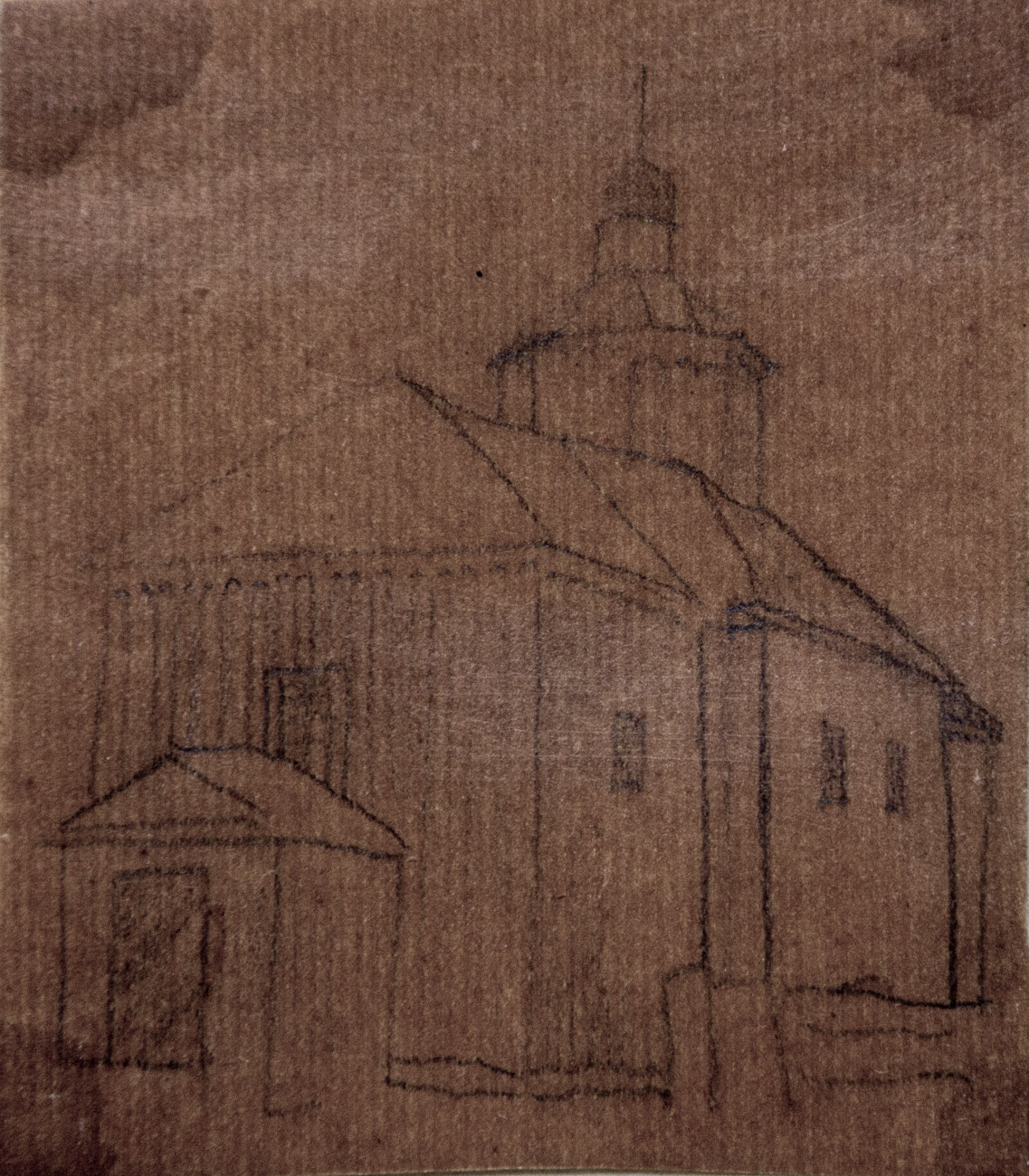
Церква Воскресіння, з південного заходу, малюнок з репродукції надруокванної в Віснику Археологічної комісії, вип. 32.

## Відомі люди
Мешканець села Кисоричі Степан Васильович Павлюк був депутатом Народних Зборів Західної України у м. Львові у жовтні 1939 року.
Білець Максим Григорович [Архівовано 17 Червня 2017 у Wayback Machine.] 1910 року народження був учасником німецько-радянської війни. У квітні 1944 року був призваний у 508 стрілецьку частину ручним кулеметником. У серпні отримав поранення у праву руку. Був відправлений у воєнний госпіталь. Помер в 1979 році.
Нагороджений: медаллю за перемогу над Німеччиною; медаллю «20 років перемоги в Великій Вітчизняній війні»; 50 років Збройних сил СРСР.
Євпат Йосип Тарасович  [Архівовано 17 Червня 2017 у Wayback Machine.] народився в 1918 році в селянській родині. В 1939 році його було призвано до військової служби. З армії пішов прямо на фронт. Був солдатом-воїном 1-го Українського фронту. Всю війну пройшов хоробрим воїном. Два рази був поранений: при визволенні Румунії — перший раз і Болгарії — другий в 1944 роді. Після шпиталю в 1945 роді був направлений на східний фронт. Брав участь у розгромі мілітаристської Японії в серпні 1945 року.
Повернувся додому у 1946 році. Брав участь у відбудові господарства. Одружився в рідному селі, має двоє дітей. Помер 4 травня 2005 року.
Нагороджений багатьма медалями та орденами.